# Фи² Гидры
Фи² Гидры (лат. φ² Hydrae), 1 Чаши (лат. 1 Crateris), HD 91880 — тройная звезда в созвездии Гидры на расстоянии приблизительно 1128 световых лет (около 346 парсек) от Солнца.

## Характеристики
Первый компонент (WDS J10363-1621A) — оранжево-красный гигант спектрального класса M1III, или K5. Видимая звёздная величина звезды — +6,01m. Масса — около 2,187 солнечной, радиус — около 113,299 солнечного, светимость — около 1337,572 солнечной. Эффективная температура — около 4823 K.
Второй компонент — коричневый карлик. Масса — около 68,02 юпитерианской. Удалён в среднем на 1,941 а.е..
Третий компонент (WDS J10363-1621B). Видимая звёздная величина звезды — +12,2m. Удалён на 3,5 угловой секунды.